# Parada a Willoughby
"Parada a Willoughby" (títol original en anglès "A Stop at Willoughby") és el trentè episodi de la sèrie de televisió d’antologia La Dimensió Desconeguda, Es va emetre originalment el 6 de maig de 1960 a CBS. Ha estat doblat al català i emès per TV3. Rod Serling va citar aquesta com la seva història preferida de la primera temporada de la sèrie.

## Narració d'obertura
| « | Es tracta d'en Gart Williams, de trenta-vuit anys, un home protegit per una armadura unida per un forrellat. Fa un moment, algú va treure el forrellat i la protecció del Sr. Williams va caure i el va deixar com un objectiu nu. L'han disparat aquesta tarda tots els enemics de la seva vida. La seva inseguretat l'ha desgranat, la seva sensibilitat l'ha encaixat amb humiliació, la seva profunda inquietud sobre el seu propi valor s'ha concentrat en ell, ha caigut a l'objectiu i l'ha destrossat. Sr. Gart Williams, executiu de l'agència de publicitat, que en un moment es traslladarà a la Dimensió Desconeguda, en una recerca desesperada de supervivència. | » |

## Argument
Gart Williams és un executiu de publicitat de la ciutat de Nova York del segle XX que s'ha exasperat amb la seva carrera. El seu cap dominant, Oliver Misrell, enfadat per la pèrdua d'un compte important, li parla sobre donar-li "empènyer-empènyer-empènyer" fins que Williams l'insulta. Incapaç de dormir bé a casa, va a la deriva per fer una petita migdiada al tren durant el seu desplaçament diari per la neu de novembre.
Es desperta i descobreix que el tren està aturat i que ara es troba en un vagó de ferrocarril del segle XIX, desert, excepte ell. El sol brilla fora, i mentre mira per la finestra, descobreix que el tren és en una ciutat anomenada Willoughby. Finalment s'assabenta que és juliol de 1888. S'assabenta que es tracta d'una "ciutat pacífica i tranquil·la, on un home pot baixar la velocitat per caminar i viure la seva vida a mida". En ser despertat cap al món real, li pregunta al conductor del ferrocarril si mai ha sentit parlar de Willoughby, però el conductor respon: "No en aquest recorregut... no hi ha Willoughby a la línia".
Aquella nit, té una discussió amb la seva astuta dona Jane, que li fa veure que només és una màquina de diners per a ella. Ell li explica sobre el seu somni i sobre Willoughby, només per fer-la ridiculitzar-lo com a "nascut massa tard", declarant el seu "miserable error tràgic" haver-se casat amb un home "el gran somni del qual a la vida és ser Huckleberry Finn".
La setmana següent, Williams torna a adormir-se al tren i torna a Willoughby, on tot és igual que abans. Quan està a punt de baixar del tren portant el seu maletí, el tren comença a rodar, tornant-lo al present. Williams es compromet a baixar a Willoughby la propera vegada.
Viu una avaria a la feina, truca a la seva dona, que l'abandona en el seu moment de necessitat. De camí a casa, torna a adormir-se per trobar-se a Willoughby. Aquesta vegada, mentre el conductor li fa una cordial senyal a la porta, Williams deixa intencionadament el seu maletí al tren. En baixar del tren, és rebut pel seu nom per diversos residents que li donen la benvinguda mentre ell els diu que està content de ser-hi i que té previst quedar-se i unir-se a la seva vida idíl·lica.
El pèndol oscil·lant del rellotge de l'estació s'esvaeix en la llanterna oscil·lant d'un enginyer de ferrocarril, dempeus sobre el cos de Williams. El conductor de 1960 explica a l'enginyer que Williams "va cridar alguna cosa sobre Willoughby", abans de saltar del tren i morir a l'instant. El cos de Williams està carregat en un cotxe fúnebre. La porta del darrere del cotxe fúnebre es tanca per revelar el nom de la funerària: Willoughby & Son.

## Narració de tancament
| « | Willoughby? Potser és una il·lusió enclavada en una part oculta de la ment d'un home, o potser és l'última parada en el vast disseny de les coses, o potser, per a un home com el Sr. Gart Williams, que va pujar a un món que passava massa ràpid, és un lloc al voltant del revolt on podia saltar. Willoughby? Sigui el que sigui, ve amb llum solar i serenitat, i forma part de La Dimensió Desconeguda. | » |

## Repartiment
- James Daly com a Gart Williams
- Howard Smith com a Oliver Misrell
- Patricia Donahue com a Jane Williams
- Jason Wingreen com a director de tren
- Mavis Neal Palmer com a Helen
- James Maloney com a director de 1888
- Billy Booth com noi baixet
- Ryan Hayes com a enginyer